# 真宗誠照寺派
真宗誠照寺派（しんしゅうじょうしょうじは）は、福井県鯖江市の誠照寺を本山とする浄土真宗の一派である。末寺数、約70寺。

## 沿革
宗祖は親鸞。如道（如導）を中心に形成された如道教団（後の三門徒）に属した道性の子如覚の系統をひく。
寺伝によると親鸞が承元の法難で越後国へ流罪となる途上、越前国上野ヶ原の豪族波多野景之の別荘に滞在し、景之に弥陀本願の要法を説いたのが機縁であるとされる。これにより、この地は真宗の初転法輪の聖地とされ、親鸞が輿車に乗っていたとされることから「車の道場」（略称、車屋）や地名から上野別堂とも呼ばれる。景之は念仏の行者となり、空然と称したとされる。
そして、景之は親鸞の五男とされる道性（益方入道有房）を車の道場に迎え入れ、その子如覚の代になり、車の道場の地が狭隘となったことにより、景之は新たに鯖江の地を如覚に寄進して寺院を建立し、後二条天皇より真照寺の寺号を下賜された。そして、道性は三男の常光を伴なって、越前山元庄（現鯖江市水落）に新たに證誠寺を建立した。
ちなみに、上記のように寺伝では道性は親鸞の子とされるが年代があわない。しかし、如道の弟子で至徳2年（1385年）に如道の死後に如道教団から距離を置いて真宗山元派本山となる證誠寺を建立した道性は実在の人物であり、彼の子如覚も実在している。
以後、道性・如覚父子は正信偈・和讃を中心に教線を拡大し、勧化章（かんけしょう）も創始し、三門徒（證誠寺・誠照寺・専照寺の三寺が中心)の一角としてその隆盛は越前国、加賀国から越後国、美濃国にまで弘まり、「和讃門徒」と称された。
永享9年（1437年）第7代秀応の時、後花園天皇より誠照寺の勅願を得た頃、最大の勢力を誇った。しかし、戦国時代には本願寺と対立し越前一向一揆の焼き討ちに遭うなど兵火に晒され、天正11年（1583年）の賤ヶ岳の戦いでは柴田勝家側についたことから、後に羽柴秀吉の報復によって破却され衰退した。
江戸時代には天台宗の末寺となっていたが、法主が代々に渡って西園寺家の猶子となっていたり、また二条家より法主を迎えて門跡寺院の寺格を得たことで復興できた。こういった経緯から二条藤が寺紋となっている。
そして、中興上人といわれる第15代秀諴によって三国伝来とされる秘仏「閻浮檀金手引阿弥陀如来」立像を勧請して本尊とし、広く信仰を集めた。
明治11年（1878年）、誠照寺を本山とする真宗誠照寺派として独立した。

## 歴代法主
1. 親鸞
2. 道性
3. 如覚
4. 良覚
5. 秀覚
6. 秀雲
7. 秀応
8. 秀慶
9. 秀栄
10. 秀意
11. 秀盛
12. 秀顕
13. 秀恵
14. 秀山
15. 秀諴
16. 秀海
17. 秀如
18. 秀存
19. 秀憲
20. 秀実
21. 秀芳
22. 秀葽
23. 秀厳
24. 秀観
25. 秀量
26. 秀源
27. 秀曉
28. 二条秀淳
29. 二条秀政
30. 二条秀瑞